# Contea autonoma yao di Jinxiu
La contea autonoma yao di Jinxiu (金秀瑶族自治县S) è una contea della Cina, situata nella regione autonoma di Guangxi e amministrata dalla prefettura di Laibin.